# Pleurota cumaniella
Pleurota cumaniella is een vlinder uit de familie sikkelmotten (Oecophoridae). De wetenschappelijke naam is voor het eerst geldig gepubliceerd in 1907 door Rebel.
De soort komt voor in Europa.